# Milun Marović
Milun Marović (Čačak, 15. rujna 1947. – Libija, 19. listopada 2009.), bio je geolog, redoviti profesor Rudarsko-geološkog fakulteta Sveučilišta u Beogradu i nekadašnji reprezentativac SFRJ u košarci.

## Geologija
Geologiju je studirao na Rudarsko-geološkom fakultetu u Beogradu, gdje je diplomirao 1970. godine, na smjeru za regionalnu geologiju Geološkoga odsjeka istog fakulteta. Magistrirao je 1976. godine na smjeru za geološko kartiranje, a doktorirao 1981. godine, s temom iz područja tektonike. Za asistenta pripravnika je prvi put izabran 1975. godine. Prošao je kroz sva nastavna zvanja, a za redovitoga profesora je izabran 1993. godine. U bogatoj i uspješnoj nastavničkoj karijeri predavao je, na osnovnim i poslijediplomskim studijima: tektoniku, neotektoniku, geologiju Jugoslavije, geologiju Srbije, geologiju Balkanskog poluotoka.
Marovićeva znanstvena i stručna aktivnost bila je usmjerena na rješavanje problema iz neotektonike, seizmotektonike, strukturne geologije i regionalne geologije. Objavio je više od 120 znanstvenih radova, šest monografija domaćeg i jednu monografiju međunarodnog značaja. Bio je dobitnik nagrade za razvoj regionalne geologije „Jovan Žujović“.

## Košarka
Kao košarkaš je tokom čitave karijere igrao u beogradskom Radničkom. Bio je član generacije koja je osvojila titulu prvaka Jugoslavije i dva nacionalna kupa. Za reprezentaciju je odigrao 96 utakmica. Osvojio je zlatnu medalju na Europskom prvenstvu u Barceloni, 1973. godine, i srebrnu medalju na Svjetskom prvenstvu u Portoriku 1974. godine. Bio je predsjednik Košarkaškoga saveza Beograda i član Predsjedništva Košarkaškoga saveza SR Jugoslavije. Za sportsku aktivnost nagrađen je Oktobarskom nagradom Beograda, Majskom nagradom Srbije, Ordenom Nemanje trećeg reda.
Preminuo je 19. listopada 2009. godine u prometnoj nesreći u Libiji. Sahranjen je u Aleji velikana na Novom groblju u Beogradu.